# Пек, Рори
Ро́ри Пек (англ. Rory Peck; 13 декабря 1956 — 3 октября 1993) — независимый репортёр и оператор англо-ирландского происхождения.

## Биография
Он освещал войну в Афганистане, находясь на стороне повстанцев, был на улицах Бухареста в декабре 1989 года, когда рухнул режим Чаушеску, снимал первую войну в Персидском заливе, и войну в Боснии, бывал во многих «горячих точках» бывшего СССР.
Погиб во время московских событий 3 октября 1993 года у телецентра «Останкино», снимая в тот день для телекомпании ARD, Германия. Рори Пек был застрелен во второй половине дня солдатами специального подразделения МВД России «Витязь», охранявшими здание телецентра от сторонников Верховного Совета во главе с генералом Макашовым.
Указом Президента Ельцина тележурналист Рори Пек был посмертно награждён орденом «За личное мужество» в декабре 1993 года.

## Фонд и премия имени Рори Пека
В память Р. Пека создан благотворительный фонд его имени. Фонд поддерживает теле- и кино-операторов, пострадавших во время исполнения своих профессиональных обязанностей. Жюри определяет победителей в четырех номинациях: новости, документальный фильм, специальный приз компании «Sony», а также приз имени Мартина Адлера — известного журналиста, убитого в 2006 году в Сомали.